# Alcyonium rotiferum
Alcyonium rotiferum is een zachte koraalsoort uit de familie Alcyoniidae. De koraalsoort komt uit het geslacht Alcyonium. Alcyonium rotiferum werd in 1910 voor het eerst wetenschappelijk beschreven door Thomson. 